# Asier Etxeandia
Asier Gómez Etxeandía (Bilbau, 27 de junho de 1975) é um ator e cantor espanhol. Em 2016, foi indicado ao Prêmio Goya de melhor ator pelo seu papel no filme La novia.